# 近代文学 (雑誌)
『近代文学』（きんだいぶんがく）は、第二次世界大戦後に刊行されていた日本の文芸雑誌である。

## 来歴
1945年（昭和20年）、荒正人・平野謙・本多秋五・埴谷雄高・山室静・佐々木基一・小田切秀雄の7名の同人によって創刊され、1947年（昭和22年）7月に第一次同人拡大により久保田正文・花田清輝・平田次三郎・大西巨人・野間宏・福永武彦・加藤周一・中村真一郎が加わった。その後も同人拡大が行われた。創刊当時の同人たちは、多くが戦前のプロレタリア文学運動の末端にいたが、戦時中の経験をとおして、文学の自律性を訴えることの大切さを主張とした。創刊号と第2号とで、小林秀雄、蔵原惟人という文学的に対極にあると思われていた二人を座談に呼んだというのも、かれらの観点を示している。
その後、かれらの多くは新日本文学会に加入したが、会の主流であった旧プロレタリア文学の流れとは距離をおいた。荒・平野と中野重治との、（批評の人間性）論争は、そのあらわれであった。
1964年（昭和39年）に終刊。
1960年（昭和35年）に（近代文学賞）を設け、『近代文学』誌上に掲載された作品から優秀なものに授賞することとし、吉本隆明、辻邦生たちが受賞した。終刊の1964年（昭和39年）まで、5回続いた。

## 掲載された主な作品
- 埴谷雄高『死靈』（1946年1月号 - 1949年11月号）第四章まで。
- 安部公房『壁―S・カルマ氏の犯罪』（1951年2月号）第25回（昭和26年上半期）芥川賞受賞作。
- 辻邦生『廻廊にて』（1962年7月号 - 1963年1月号）第4回近代文学賞受賞作。

## 座談会「コメディ・リテレール 小林秀雄を囲んで」
GHQが公職追放令を発布して間もない1946年（昭和21年）1月12日、雑誌「近代文学」の座談会「コメディ・リテレール 小林秀雄を囲んで」で小林は、出席者の本多秋五による小林の戦時中の姿勢への言及を受けて以下のような発言を行った。

## 座談会「近代文學の反省」
伊吹武彦主宰の雑誌『世界文學』1946年10月号に近代文學同人による座談会「近代文學の反省」が掲載された。